# Espírito (farmácia)
Em farmacotécnica, um espírito é uma forma farmacêutica constituída por preparações líquidas alcoólicas ou hidroalcoólicas, contendo princípios aromáticos ou medicamentosos e classiﬁcados em simples e compostos. Geralmente são formulados na proporção 5% (p/V), dissolvendo substâncias aromáticas em álcool.